# 恋するザムザ
『恋するザムザ』（こいするザムザ）は、村上春樹の短編小説。

## 概要
| 初出     | 書き下ろし                                                                         |
| 収録書籍 | 『恋しくて―Ten Selected Love Stories』 （中央公論新社、2013年9月、村上春樹編・訳） |

本短編について村上は次のように述べている。
「まず『恋するザムザ』というタイトルができて、そこからどんな話を書いていけばいいのか考えた。元ネタであるカフカの『変身』を読んでしまうとかえって書きにくくなりそうなので、遥か昔に読んだぼんやりとした記憶を辿って、『変身』後日譚（のようなもの）を書いた」
収録書籍の『恋しくて―Ten Selected Love Stories』は2016年9月21日に中公文庫として文庫化された。

### 英訳
| タイトル | Samsa in Love                                       |
| 翻訳     | テッド・グーセン                                    |
| 初出     | 『ザ・ニューヨーカー』2013年10月28日号              |
| 収録書籍 | 『Men Without Women』（クノップフ社、2017年5月9日） |

## あらすじ
目を覚ましたとき、彼は自分がグレゴール・ザムザに変身していることを発見した。部屋には今彼が横たわっているベッドを別にすれば、家具と呼べそうなものは何ひとつなかった。
なんという不格好な身体だろう、自分の裸の肉体をざっと眺め、ザムザはそう思わずにはいられなかった。別の部屋のクローゼットからガウンを取り出して身にまとい、布団をかぶってまどろんでいるとベルが鳴った。ドアの外には小さな女が立っていた。年齢はたぶん二十代初めだろう。目が大きく、鼻が小さく、唇が痩せた月のようにいくらか片方に傾いていた。
「それで、問題の錠前はどこなの？」と女は言った。「錠前が壊れたから修理に来てほしいというお話だったけど」
ザムザは事情はのみ込めなかったが、壊れた錠前は二階のドアのどれかと判断し女を案内する。